# Osvaldo Ardiles
Osvaldo Ardiles ook wel Ossie genoemd (Córdoba, 3 augustus 1952) is een voormalig Argentijnse voetballer.
Voor het Wereldkampioenschap voetbal 1978, waar hij de steunpilaar was van het Argentijns voetbalelftal dat wereldkampioen werd, was Ardiles onbekend in Europa. Toen Ricky Villa en hij meteen daarna overgehaald werden om naar Engeland te komen, werd dit beschouwd als een grote zet van Tottenham Hotspur. Ardiles speelde ook op het Wereldkampioenschap voetbal 1982 en speelde in totaal 53 interlands, waarin hij 8 maal doel trof.

## Trainer
Na zijn carrière als voetballer ging hij aan de slag als coach. Zijn enige succes tot nu toe (anno april 2006) is het bereiken van promotie met Swindon Town. De promotie werd echter ongeldig verklaard, nadat er problemen waren omtrent de financiën bij de club veroorzaakt door bestuurslid Lou Macari. In 1993 bereikte Ardiles wederom promotie met een Engelse club, ditmaal met West Bromwich Albion.

## Varia
In 1981 heeft Ardiles meegedaan aan de film Escape To Victory. Daarin speelt hij aan de zijde van Pelé, Sylvester Stallone, Michael Caine, Bobby Moore, Co Prins, Paul Van Himst e.a. Zij zijn krijgsgevangenen in een Duits kamp en gaan een voetbalwedstrijd spelen tegen de Duitsers.